# Prolil endopeptidaza
Prolil endopeptidaza (PE) pripada skupini proteolitičkih peptidaza koje kidaju peptidne veze neterminalnih aminokiselina. Enzim je koji razgrađuje peptide koji sadrže prolin cijepanjem peptidne veze na karboksilnom kraju prolinskih ostataka unutar peptidnog lanca.   

## Povijest i otkriće prolil-endopeptidaze
Znanstvenik Walter i kolege su 1971. godine pisali o pročišćavanju enzima iz homogenata maternice koji su cijepali prolin-leucin veze hormona oksitocina. Kasnije je dokazano cijepanje veza pomoću ovog enzima i kod angiotenzina II i bradikinina. Pet godina kasnije taj je enzim izoliran i pročišćen iz janjećeg bubrega te je nazvan ˝post-proline cleaving enzyme˝ zbog načina na koji cijepa peptidne veze. U tom su istraživanju naveli kako enzim ima strukturu dimera i molekularnu masu 115 000 Da te su ga svrstali u skupinu serinskih proteaza. Godine 1976. Oliveira i kolege proučavali su cijepanje bradikinina te su djelomično pročistili enzim koji ga cijepa. Izolirali su ga iz mozga kunića i nazvali su ga kininaza B. Utvrdili su molekulsku masu od 68 000 Da. Iste te godine Orlowski u studiji piše o prisustvu enzima u mozgu i drugim tkivima gdje hidrolizira peptidne veze na karboksilnim krajevima prolinskih ostataka. Utvrđena je specifičnost slična post-prolin enzimu te je predloženo ime enzima koje se i danas koristi: prolil endopeptidaza. Imunokemijskim tehnikama je dokazano i zaključeno kako je jedan enzim zaslužan za sve aktivnosti navedene u prethodnim istraživanjima. Kod svih istraženih tkiva PE je jedina prolin specifična endopeptidaza, tj. u svim istraživanjima govori se o istom enzimu. PE je enzim koji ima slična svojstva i enzimatsku aktivnost kod različitih vrsta organizama i kod različitih vrsta tkiva.

## Struktura
Od otkrića prolil-endopeptidaze pa do danas, provedena je izolacija tog enzima iz organizama arhejskog, bakterijskog i eukariotskog podrijetla. Godine 1998. prvi je puta, X-kristalografijom prikazana kristalna struktura PE dobivene iz svinje, a ubrzo nakon toga i struktura PE iz bakterija Myxococcus xanthus (MX PEP)  i Sphingomonas capsulata (SC PEP). Dokazano je da se struktura sastoji od dvije domene; jedne jedinstvene domene beta zavojnice sa sedam vrhova i jedne katalitičke domene s alfa/beta naborom. Sama struktura ima cilindričan oblik i veličinu od otprilike 60 A u visinu i promjera 50 A. Katalitička domena ima kanonsku trijadu smještenu u velikoj šupljini između ove dvije domene, a koja se sastoji od Ser554, His680, Asp641 i kovalentno vezanu spiralnu domenu. Aktivno mjesto gdje se veže supstrat otkriveno je proučavanjem PE u kompleksu s inhibitorom Z-Pro-prolinal. Domena beta zavojnice sastoji se od sedmerostrukog ponavljanja 4 antiparalelne beta ploče koje su uvijene i raspoređene radijalno oko središnjeg tunela. Tunel ima izlaz veličine 4 A te još uvijek nije poznato kako veći supstrati neometano ulaze i izlaze. Proučavanjem fleksibilnosti i veza unutar PE predložen je mehanizam vezanja supstrata na aktivno mjesto. Dolazni peptidni supstrati induciraju promjenu konformacije i dolazi do širenja dvije domene. Privremenu, otvorenu strukturu stabiliziraju interakcije između katalitičke domene i supstrata. Nakon katalize PE se vraća u početnu konformaciju. 

## Funkcija
Prolil-endopeptidaza (PE) enzim je koji cijepa peptidne veze na karboksilnom kraju prolinskih ostataka unutar peptidnog lanca. Aminokiselina prolin inače štiti peptide od proteolitičke degradacije, što čini ove enzime dodatno zanimljivim. PE je aktivna u cijelom tijelu, posebno u mozgu. Kod sisavaca razlikujemo tri vrste: citoplazmatsku, serumsku i membransku PE. Citoplazmatska PE je najviše istražena i o njoj se najviše zna. Izoelektrična točka ovog enzima je 4.5 do 4.9, a optimalnu aktivnost postiže u neutralnom do slabo lužnatom pH. Kako bi se dokazala aktivnost ovog enzima najčešće se radi enzimski test u kojem se na amino kraj peptida dodaje blokirajuća skupina kako bi se spriječilo djelovanje aminopeptidaza, dok se na karboksilni kraj dodaju kromofor  ili fluorofor te se onda prati signal pocijepanog kromofora ili fluorofora.
Zbog svoje velike aktivnosti u mozgu, prolil-endopeptidaza uključena je u sazrijevanje i razgradnju peptidnih hormona i neuropeptida (primjer: tvar P i arginin-vazopresin). Dokazano je da ovaj enzim hidrolizira peptide koji moduliraju bol (primjer: endomorfin i encefalin). Kada dolazi do inhibicije PE, uočena je povećana razina neuropeptida u serumu i uzorcima mozga. Točna fiziološka funkcija i mehanizam djelovanja ovog enzima nisu razjašnjeni. Postavljene su moguće hipoteze mehanizma djelovanja ovog enzima.

### Hipoteza I
Prva hipoteza pretpostavlja da je PE povezana s kontrolom sekundarnog staničnog glasnika inozitola. Neki antidepresivi inhibiraju kolaps konusa rasta senzornih neurona i povećavaju površinu konusa rasta, dok inozitol to poništava. Kod PE noukaut mutanata, kao i kod modela kod koji su korišteni PE inhibitiori, također dolazi do poništavanja učinaka ovih lijekova. Pokazalo se da PE nokautirani soj ima povišene razine aktivnosti višestruke inozitol polifosfat fosfataze (MIPP). MIPP kontrolira razgradnju inozitol fosfata višeg reda u inozitol trifosfat (InsP3).Ovo otkriće sugerira da PE vjerojatno regulira aktivnost MIPP-a preko cijepanja prolina u oligopeptidu.

### Hipoteza II
Druga hipoteza pretpostavlja da PE ostvaruje svoje djelovanje na temelju citoplazmatske lokacije i odnosa s tubulinom. Ko-lokalizacija PE-a s tubulinom sugerira da bi PE mogao biti uključen u procese povezane s mikrotubulima, kao što je unutarstanični promet, sortiranje i izlučivanje proteina. To je provjereno mjerenjem peptida u ljudskom gliomu. PE u stanicama uzorka je bila inhibirana, te su znanstvenici došli do zaključka da je smanjenje aktivnosti PE dovelo do povećanog izlučivanja drugih proteina. To saznanje sugerira da bi PE mogao biti uključen u regulaciju sekretornih procesa.

## Potencijalna meta lijekova
Visoka koncentracije PE u mozgu te njena sposobnost cijepanja neuropeptida čine ovaj enzim potencijalnom terapeutskom metom. Aktivnost PE uočena je kod neuroloških bolesti (Alzheimerova bolest, amnezija, shizofrenije, manije) ali i kod ostalih bolesti (visok krvni tlak, celijakija, anoreksija i dr.) U zadnjem desetljeću proveden je velik broj istraživanja na ovom enzimu i njegovim inhibitorima.
Provedena su mnoga istraživanja PE inhibitora S 17092. Ovaj inihibtor ima velik utjecaj na koncentracije neuropeptida u mozgu i djelovanje na kognitivne funkcije. Iako ovaj pristup zvuči obećavajuće, potrebno je veće razumijevanje djelovanja ovog enzima kako bi lijekovi mogli što specifičnije djelovati.
PE je atraktivni kandidat za lijekove za oralno liječenje celijakije zbog svoje sposobnosti da ubrzava probavu glutena u probavnom sustavu. Različiti testovi, uključujući tekućinsku kromatografiju visoke učinkovitosti (HPLC), masenu spektrometriju, testovi T stanica, anti-glutenski testovi i drugi pokazali su dobro djelovanje ovog enzima u cijepanju glutena. PE izoliran iz Aspergillusa nigera ušao je u kliničku fazu istraživanja.
Potrebna su još brojna istraživanja fiziološke uloge PE, strukture i svojstva kako bi ovaj enzim postao budućnost u liječenju.